# Cnemidophorus nigricolor
Espèce
Cnemidophorus nigricolor est une espèce de sauriens de la famille des Teiidae.

## Répartition
Cette espèce est endémique du Venezuela. Elle se rencontre sur les îles de Aves, de la Blanquilla, Margarita et dans l'archipel de Los Roques.

## Publication originale
- Peters, 1873 : Über eine neue Art von Cnemidophorus. Sitzungsberichte der Gesellschaft Naturforschender Freunde zu Berlin, vol. 1873, p. 76-77 (texte intégral).